# Scleria purdiei
Scleria purdiei är en halvgräsart som beskrevs av Charles Baron Clarke. Scleria purdiei ingår i släktet Scleria och familjen halvgräs. Inga underarter finns listade i Catalogue of Life.